# Wil Ohl K'inich
Wil Ohl K'inich était le huitième dirigeant de Copán. Il régna de 532 à sa mort en 551. Il a été surnommé Tête sur Terre par les archéologues.